# FAM129A
FAM129A‏ (Family with sequence similarity 129 member A) هوَ بروتين يُشَفر بواسطة جين FAM129A في الإنسان.